# 梅爾茲半島
72°15′S 61°5′W / 72.250°S 61.083°W
梅爾茲半島（英語：Merz Peninsula）是南極洲的半島，位於帕爾默地東岸，長15英里、寬25英里，在1940年12月由美國探險隊發現，該半島以澳大利亞海洋學家命名。